# 郑彩琴
郑彩琴（1972年9月—），甘肃甘谷人，汉族，中国共产党党员。中华人民共和国政治人物、第十三届全国人民代表大会甘肃省代表。

## 生平
2018年，郑彩琴被选为甘肃省出席第十三届全国人民代表大会代表。